# آلن جی لرنر
آلن جِی لرنر (انگلیسی: Alan Jay Lerner؛ زاده ۳۱ اوت ۱۹۱۸ درگذشته ۱۴ ژوئن ۱۹۸۶) یک ترانه‌سرا و اپرانامه‌نویس اهل ایالات متحده آمریکا بود. وی در طول فعالیت خود برنده ۳ جایزه اسکار شده بود.

## فیلم‌شناسی
- عروسی سلطنتی، ۱۹۵۱ (ترانه‌سرا)
- یک آمریکایی در پاریس (۱۹۵۱) (نویسنده)
- Brigadoon، ۱۹۵۴ (ترانه‌سرا)
- ژی‌ژی، ۱۹۵۸ (فیلم‌نامه‌نویس/ترانه‌سرا)
- ماجراهای هاکلبری فین، ۱۹۶۰ (ترانه‌سرا)
- بانوی زیبای من، ۱۹۶۴ (فیلم‌نامه‌نویس/ترانه‌سرا)
- کملوت، ۱۹۶۷ (فیلم‌نامه‌نویس/ترانه‌سرا)
- واگنت را رنگ کن، ۱۹۶۹ (تهیه‌کننده/فیلم‌نامه‌نویس/ترانه‌سرا)
- در یک روز آفتابی همه‌جا را می‌توانی ببینی، ۱۹۷۰ (فیلم‌نامه‌نویس/ترانه‌سرا)
- شازده کوچولو، ۱۹۷۳ (فیلم‌نامه‌نویس/ترانه‌سرا)
- باج، ۱۹۸۰ ("It's All for the Best," ترانه‌سرا)
- مکان‌های مخفی، ۱۹۸۴ (ترانه‌سرای ترانهٔ اصلی)